# Amazon (Schiff, 1906)
Die Amazon (II) war ein 1906 in Dienst gestelltes Passagierschiff der britischen Reederei Royal Mail Line, das im Passagier- und Postverkehr von Großbritannien nach Südamerika eingesetzt wurde. Am 15. März 1918 wurde die Amazon vor der nordirischen Küste von einem deutschen U-Boot versenkt.

## Geschichte
Das 10.037 BRTs große Dampfschiff Amazon wurde auf der Werft Harland & Wolff in Belfast gebaut und war das erste in einer Reihe von vier Schwesterschiffen. Die anderen waren die Araguaya (1906), die Avon (III) (1907) und die Asturias (1908). Bis auf die Araguaya, die bei Workman, Clark & Company entstand, wurden alle Schiffe dieser Reihe bei Harland & Wolff gebaut. Die Amazon hatte einen Schornstein, zwei Masten und zwei Propeller. Sie wurde von einer vierzylindrigen Vierfachexpansions-Dampfmaschine angetrieben, die 875 PS leistete. Die Höchstgeschwindigkeit lag bei 16 Knoten.
Die Amazon lief am 24. Februar 1906 vom Stapel und wurde am 5. Juni 1906 fertiggestellt. Sie bediente in den folgenden Jahren den Passagier- und Postdienst von England nach Südamerika. Am 14. März 1918 lief die Amazon mit 24 Passagieren an Bord in Liverpool zu einer weiteren Überfahrt nach Buenos Aires und Río de la Plata aus. Dichter Nebel zwang die Besatzung, bei einer geringen Geschwindigkeit zu fahren. Das Schiff verfolgte einen Zickzackkurs, als es am 15. März um 09.30 Uhr etwa 30 Meilen nordwestlich von Malin Head an der Küste der nordirischen Grafschaft County Donegal von einem Torpedo von U 110 (Korvettenkapitän Karl Kroll) getroffen wurde. Der Torpedo detonierte in Abteilung Nr. 4, in der sich die Kohlenbunker befanden.
15 Minuten nach dem Treffer sank die Amazon auf der Position 55° 49′ N, 8° 6′ W. Passagiere und Besatzung wurden von dem Zerstörer Moresby gerettet. Der Zerstörer versenkte zudem das U-Boot durch Wasserbomben und nahm die neun Überlebenden der 48-köpfigen Crew an Bord. Korvettenkapitän Kroll war nicht unter den Geretteten. Die Amazon war das größte von U 110 versenkte Schiff.